# الگریا، سوریگاو دل نورت
الگریا، سوریگاو دل نورت (به لاتین: Alegria, Surigao del Norte) یک سکونتگاه مسکونی در فیلیپین است که در سوریگائو شمالی واقع شده‌است.

## خصوصیات
الگریا ۶۵٫۲۸ کیلومترمربع مساحت و ۱۴٬۵۳۹ نفر جمعیت دارد.